# Batalha do Margo
A Batalha do Margo foi um confronto travado ao final da Crise do Terceiro Século no Império Romano entre as forças de Diocleciano e Carino. Ela ocorreu entre julho e setembro de 285 nas margens do rio Margo, atual rio Grande Morava na Sérvia.
Carino comandava uma força maior, porém a lealdade de seu exército era questionável. Ele supostamente tinha alienado homens cujo apoio dependia, incluindo maltratar o Senado e seduzir esposas de seus oficiais. Não se sabe as circunstâncias exatas da batalha, apenas que Carino morreu no decorrer dela, possivelmente assassinado por um de seus próprios oficiais.
Alguns relatos dizem que a batalha inicialmente pendeu em favor de Carino, porém mudou em favor de Diocleciano depois da deserção de Aristóbulo, o prefeito pretoriano de Carino. Alguns historiadores suspeitam que Aristóbulo foi o oficial que assassinou Carino, argumento com certa credibilidade, pois após a batalha Diocleciano manteve os cargos de prefeito pretoriano e cônsul de Aristóbulo até o final do ano. Diocleciano foi aclamado único imperador romano depois da batalha pelas tropas.